# Hudson Soft
Hudson Soft (japanska: ハドソン?, Hadoson) är en av Japans äldsta utvecklare och utgivare av tv-spel och datorspel för hemmet, grundad 18 maj 1973 i Sapporo. Hudsons mest kända spel är Bomberman-serien som har släppts till de flesta plattformar. 2003 hade företaget mer än 400 anställda. April 2005 blev Konami majoritetsägare i Hudson.

## Bakgrund
Företaget började med att sälja produkter inom amatörradio men började inom kort att utvidga sin verksamhet till den på den tiden närliggande mikrodatorhobbyn. Genom en anmodan från Sharp, som var en tidig japansk tillverkare av hobbydatorer, började man sälja egenutvecklad mjukvara via postorder, vilket blev en mycket snabbt växande verksamhet. Genom sitt rykte fick Hudson kontraktet att utveckla Basicen till Nintendos Family Computer, och företaget blev därmed Nintendos allra första tredjepartsutvecklare. Genom Nintendos framgångar med NES i utlandet blev Hudson kända också utanför Japan. Hudsons första NES-spel, Lode Runner, sålde i 12 miljoner exemplar. Hudson samarbetade även med NEC för att skapa spelkonsolen PC Engine, som sålde bra i Japan men var sämre marknadsförd utomlands. Genom de tidigare kontakterna med Sharp kom man också att utveckla operativsystemet till X68000-datorn, liksom Basicen till dess föregångare i X1- och MZ-serierna.

## Speltitlar av Hudson Soft
- Bomberman-serien
- Bonk-serien
- Adventure Island-serien
- Bloody Roar-serien
- Faxanadu (NES)
- Milon's Secret Castle (NES)
- Lode Runner (NES)
- Adventures of Dino Riki (NES)
- Rollerball (NES)
- Ninja Five-O (även Ninja Cop, utgivet av Konami utanför Japan)
- Mario Party-serien
- Elemental Gimmick Gear
- Nectaris & Neo Nectaris (även Military Madness)
- Earth Light
- Tengai Makyou (även känt som Far East of Eden)
- Star Soldier-serien
- Momotaro Dentetsu-serien
- Xexyz (NES)
- Calling (WII)